# Église Saint-Georges de Tartu
Pour les articles homonymes, voir Église Saint-Georges.

L'Église Saint-Georges de Tartu (en estonien : Tartu Püha Jüri kirik, en russe : Юрьевский собор) est une église de l'Église orthodoxe estonienne du Patriarcat de Moscou située à Tartu, en Estonie.

## Histoire
La congrégation de St Georges a été fondée en 1845 et l'église a été achevée en 1870 grâce aux initiatives du prêtre Joosep Shestakovski. Elle a été construite dans le style de l'architecture russe typique des églises en Russie. Le bâtiment a été endommagé pendant la Seconde Guerre mondiale, mais il a été restauré en 1945. Le patriarche Alexis II de Moscou a été prêtre dans cette église après avoir obtenu son diplôme de l'Académie théologique de Leningrad,.

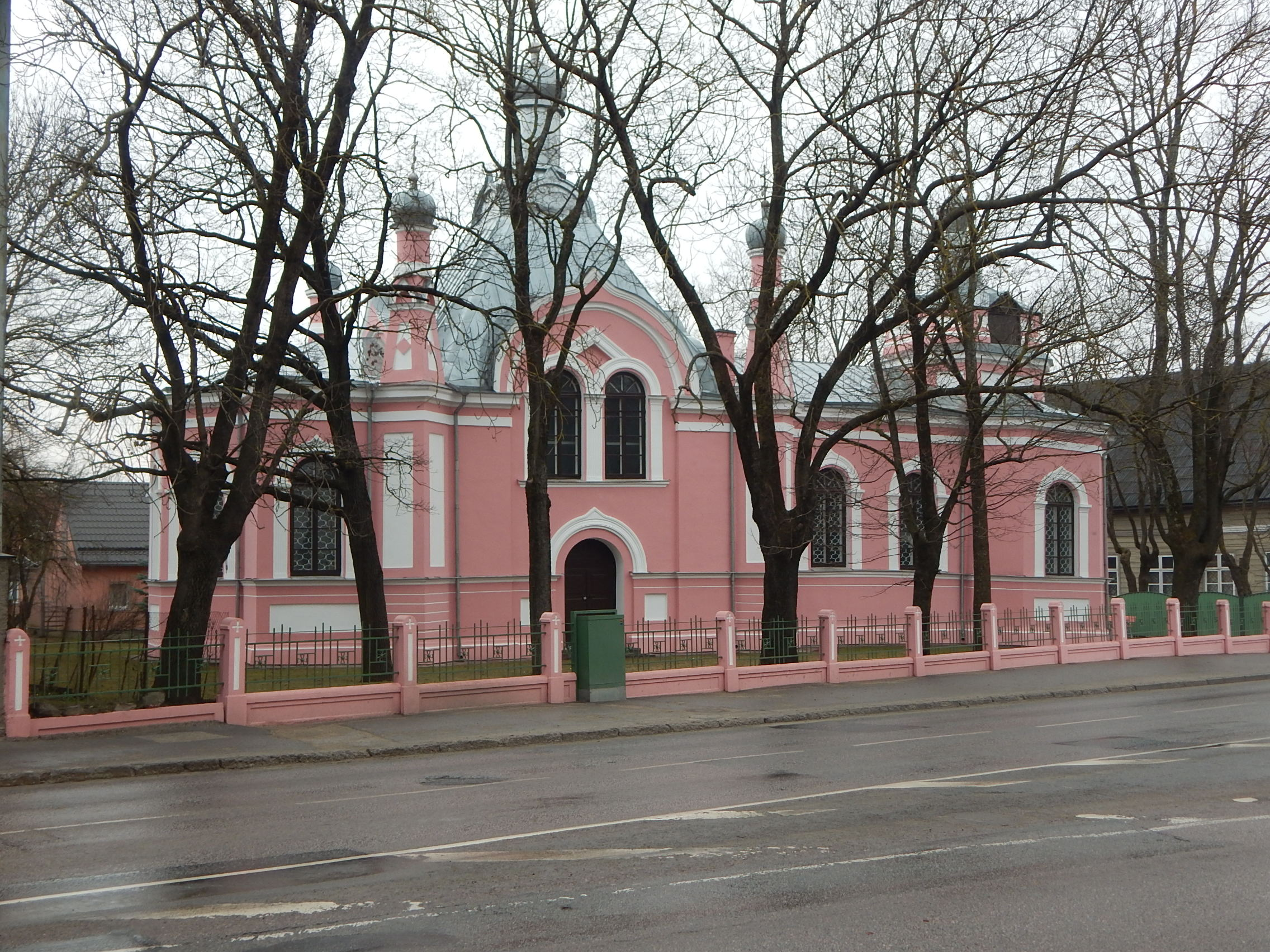
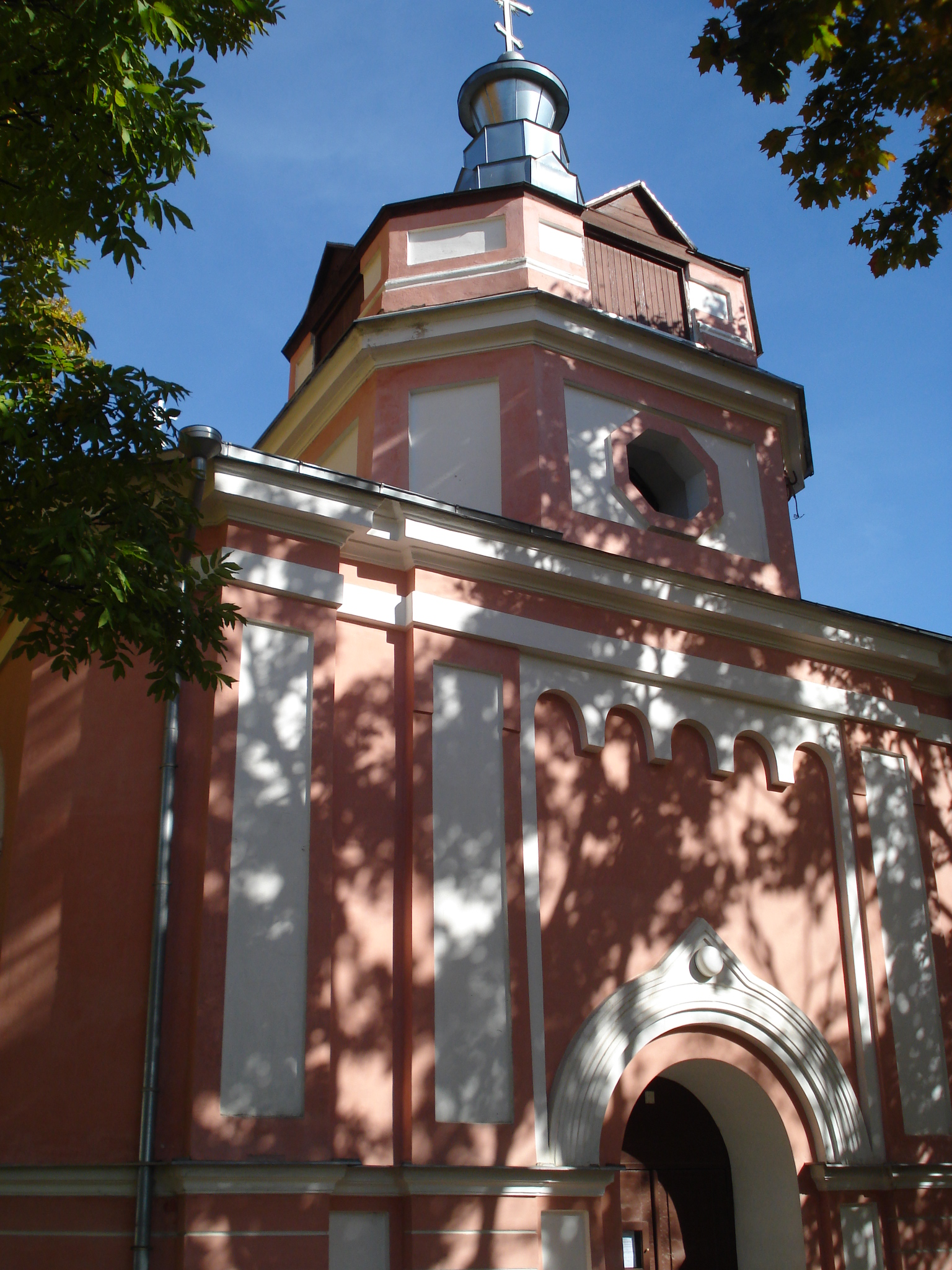